# Teresa Guilherme
Teresa Guilherme (Recarei, 27 de junho de 1955), de seu nome completo Maria Teresa da Silva Guilherme, é uma atriz, apresentadora e produtora de televisão.

## Biografia
Guilherme é filha do fadista Luís Guilherme e de Lídia Ribeiro, tendo como padrinho o fadista Tony de Matos que foi o último companheiro da sua mãe.
A sua infância foi repartida entre o Brasil e Portugal e ainda na infância começou a interessar-se pelo mundo do espectáculo, embora não tenha seguido as pisadas dos pais. Optou, antes, por ajudar a montar espectáculos atrás dos palcos.
Em 1978, aos 23 anos, depois de uma experiência falhada na função pública, ingressou na RDP pela mão de Raul Durão, para exercer a função de produtora no programa radiofónico "Vozes e Nozes". Depois de trabalhar com Raul Durão, passou, ainda na rádio, a produzir programas de Nicolau Breyner.
Ao longo da década de 80 dedicou-se mais à produção de festas e espectáculos, como passagens de modelos e inaugurações de centros comerciais, tendo formado a empresa "Teresa Guilherme, Lda." que era bastante solicitada, na altura, em Recarei.
Em 1991, iniciou-se na televisão, ao criar e produzir um programa para a RTP destinado ao público juvenil. Chamava-se "Acontecimentos, Limitada" e tinha periodicidade semanal. Ainda nesse ano, Teresa Guilherme estreou-se à frente das câmaras, ao apresentar um programa da sua autoria, o "Eterno Feminino". Foi aqui que começou a ficar conhecida do grande público. Também em 1991 produziu o concurso Sim ou Sopas, apresentado pelo seu amigo Manuel Luís Goucha, seguindo-se uma série de programas televisivos na RTP.
Olha que Dois (1993, RTP) foi o primeiro programa apresentado por Teresa Guilherme, em parceria com Goucha, sem ser produção sua.
Ainda nesse ano, propôs ao canal televisivo SIC o programa diário "E o Resto é Conversa", que viria a ter quase 200 edições. No final de 1994, a SIC confiou-lhe a apresentação e produção do inovador concurso "Não Se Esqueça da Escova de Dentes", um sucesso só comparável a "Ai os Homens", uma grande produção de Teresa Guilherme que foi para o ar em 1998 e cuja apresentação esteve a cargo de José Figueiras.
O regresso à RTP deu-se no ano seguinte com a produção de "Passeio da Fama", mas pouco tempo depois passou a trabalhar também para a TVI e para a SIC.
No ano 2000, foi convidada a apresentar o Big Brother, uma produção da Endemol para a TVI que viria a revolucionar a televisão portuguesa.
Em 2002, produziu, entre outros, os programas "Lux", "As Manhãs de Sofia" e "Olá Portugal" para a TVI e a "Fábrica de Anedotas" e o "Passeio dos Alegres" para a RTP.
Em outubro de 2004, estreou-se como apresentadora da reposição do concurso "Um, Dois, Três" na RTP1.
Estreou-se como atriz em 2006, ao lado do ator Miguel Falabella, com a peça de teatro A Partilha.
Em 2005, é contratada pela SIC para assumir o cargo de diretora de ficção do canal, integrou também o elenco de séries e novelas da estação. Em 2008 deixa o cargo de ficção e regressa apenas à apresentação. Apresenta o programa Momento da Verdade que prometia agitar a televisão portuguesa, mas não alcançou grande sucesso. Em 2009 abandona a estação por desentendimentos com o director da SIC.
Em 2010, admite regressar à televisão, possivelmente na cabo, com a fundação do seu próprio canal. Mas em 2011 recebe o convite da TVI para apresentar a 2.ª edição do Secret Story - Casa dos Segredos, substituindo Júlia Pinheiro que troca a TVI pela SIC no início desse ano. Apresentou seis edições do programa e, em 2018 é substituída por Manuel Luís Goucha.
Em 2013, Big Brother, o programa que mudou a televisão em Portugal, regressa à TVI no formato Big Brother VIP e conta com a apresentação principal de Teresa Guilherme, confirmação dada pela TVI.
Em abril de 2015, estreia um novo programa dos fins de tarde da TVI, The Money Drop - Entre a Ganhar, um programa onde são feitas perguntas aos concorrentes que podem ganhar até 100 mil euros. Em outubro de 2015, estreia A Quinta, novo reality show da TVI e foi mais uma vez a escolhida para apresentar. Três meses depois, a 3 de Janeiro já de 2016, volta a reencontrar-se com ex-concorrentes da Casa dos Segredos e de A Quinta, na edição especial A Quinta: O Desafio.
A 9 de Abril de 2016, estreia um inédito reality show em Portugal que coloca anónimos em busca da sua alma gémea, Love on Top. Após a final de Love on Top 1 a 11 de Junho de 2016, Teresa Guilherme deu entrada a novos concorrentes naquele que é o Love on Top 2. 
A 24 de Julho de 2017, a TVI anunciou o novo reality show, Biggest Deal, com estreia marcada para setembro de 2017 e com a apresentação sua. 
Depois de 2 anos afastada da apresentação, é anunciado a 4 de agosto de 2020 que iria apresentar um formato que lhe era familiar, o Big Brother, desta feita a 6.ª temporada do programa, denominada Big Brother - A Revolução. No ano seguinte, apresentou o Big Brother - Duplo Impacto, ao lado de Cláudio Ramos.
Regressou ao teatro em 2020, com a peça Monólogos da Vagina, ao lado de Melânia Gomes e Marta Andrino. Ainda no teatro, integra a peça Boeing Boeing, em 2022. Cria, em 2025, um monólogo denominado por As Vaginas e Eu, onde  durante 70 minutos, Teresa aborda com humor as conversas secretas (que as mulheres vão tendo entre si e que os homens nem sonham) sobre as suas relações com os maridos.
Em 2023 ingressa na CMTV, para fazer parte do painel de comentadores do programa Noite das Estrelas. No mesmo ano apresentou para o mesmo canal, o programa de Natal Histórias de Natal. Em 2024 passa a apresentar esporadicamente as manhãs da CMTV, Manhãs CM, ao lado de Rui Oliveira Nunes, nas ausências de Ágata Rodrigues.

## Vida pessoal
Foi casada, entre 2004 e 2008, com o escritor Henrique Cardoso Dias.
Namorou João Ricardo em 2011, falecido no dia 23 de novembro de 2017.

## Carreira

### Televisão
Trabalhos como apresentadora, atriz e comentadora:
| Anos            | Canal | Projeto                                           | Obs.                                                                           |
| --------------- | ----- | ------------------------------------------------- | ------------------------------------------------------------------------------ |
| 1991            | RTP1  | Acontecimentos Lda.                               | Apresentadora                                                                  |
| 1991 - 1992     | RTP2  | Eterno Feminino                                   | Apresentadora                                                                  |
| 1991            | RTP1  | Hermanias: Especial Final de Ano                  | Apresentadora                                                                  |
| 1992            | RTP1  | Casa Cheia                                        | Apresentadora                                                                  |
| 1992 - 1993     | RTP1  | Olha que Dois                                     | Apresentadora, ao lado de Manuel Luís Goucha                                   |
| 1993            | RTP1  | Chá das Cinco                                     | Apresentadora                                                                  |
| 1993 - 1994     | SIC   | E o Resto é Conversa                              | Apresentadora                                                                  |
| 1993 - 1994     | SIC   | Labirinto                                         | Apresentadora                                                                  |
| 1995            | SIC   | Não Se Esqueça da Escova de Dentes                | Apresentadora                                                                  |
| 1995            | SIC   | Ousadias                                          | Apresentadora                                                                  |
| 1997            | SIC   | Confissões                                        | Apresentadora                                                                  |
| 1998            | SIC   | Programa do Além                                  | Apresentadora                                                                  |
| 2000            | TVI   | Big Brother 1                                     | Apresentadora, apoiada por Pedro Miguel Ramos                                  |
| 2001            | TVI   | Big Brother 2                                     | Apresentadora, apoiada por Pedro Miguel Ramos                                  |
| 2001            | TVI   | Mulheres de A a Zé                                | Apresentadora                                                                  |
| 2001            | TVI   | Survivor                                          | Apresentadora                                                                  |
| 2001            | TVI   | Big Brother 3                                     | Apresentadora, apoiada por Pedro Miguel Ramos                                  |
| 2002            | TVI   | Academia de Estrelas                              | Apresentadora                                                                  |
| 2002            | TVI   | As Manhãs da TVI                                  | Apresentadora, ao lado de Rita Salema                                          |
| 2002            | TVI   | Big Brother Famosos 1                             | Apresentadora, apoiada por Pedro Miguel Ramos                                  |
| 2002            | TVI   | Big Brother Famosos 2                             | Apresentadora, apoiada por Pedro Miguel Ramos                                  |
| 2003            | TVI   | Q.I. Quem É Mais Inteligente?                     | Apresentadora, ao lado de Júlio Magalhães                                      |
| 2003            | TVI   | Rosa Choque                                       | Apresentadora                                                                  |
| 2003            | TVI   | Big Brother 4                                     | Apresentadora, apoiada por Pedro Miguel Ramos                                  |
| 2004            | RTP1  | Um, Dois, Três                                    | Apresentadora                                                                  |
| 2006            | SIC   | Aqui Não Há Quem Viva                             | Atriz, no papel de mãe de Luísa (Participação Especial)                        |
| 2006 - 2007     | SIC   | 7 Vidas                                           | Atriz, no papel de Lurdes (Protagonista)                                       |
| 2006 - 2008     | SIC   | Floribella                                        | Atriz, no papel de Margarida Valente (Elenco Principal)                        |
| 2007            | SIC   | Vingança                                          | Atriz, no papel de Carolina Lacerda (Elenco Principal)                         |
| 2007 - 2008     | SIC   | Resistirei                                        | Atriz, no papel de Leonor Graça Almeida (Elenco Principal)                     |
| 2008            | SIC   | O Momento da Verdade                              | Apresentadora                                                                  |
| 2011            | TVI   | Secret Story - Casa dos Segredos 2                | Apresentadora                                                                  |
| 2012            | TVI   | Secret Story - Casa dos Segredos 3                | Apresentadora                                                                  |
| 2013            | TVI   | Secret Story - Casa dos Segredos: Desafio Final 1 | Apresentadora                                                                  |
| 2013            | TVI   | Big Brother VIP                                   | Apresentadora                                                                  |
| 2013            | TVI   | Secret Story - Casa dos Segredos 4                | Apresentadora                                                                  |
| 2014            | TVI   | Secret Story - Casa dos Segredos: Desafio Final 2 | Apresentadora                                                                  |
| 2014            | TVI   | Giras & Falidas                                   | Atriz, como ela própria (Participação Especial)                                |
| 2014            | TVI   | Juntos no Verão                                   | Apresentadora, ao lado de Isabel Silva                                         |
| 2014            | TVI   | Secret Story - Casa dos Segredos 5                | Apresentadora                                                                  |
| 2015            | TVI   | Secret Story - Casa dos Segredos: Desafio Final 3 | Apresentadora                                                                  |
| 2015            | TVI   | Secret Story - Casa dos Segredos: Luta pelo Poder | Apresentadora                                                                  |
| 2015 - 2016     | TVI   | The Money Drop                                    | Apresentadora                                                                  |
| 2015            | TVI   | A Quinta                                          | Apresentadora                                                                  |
| 2016            | TVI   | A Quinta: O Desafio                               | Apresentadora                                                                  |
| 2016            | TVI   | Juntos, Fazemos a Festa                           | Apresentadora                                                                  |
| 2016            | TVI   | Love on Top 1                                     | Apresentadora                                                                  |
| 2016            | TVI   | Love on Top 2                                     | Apresentadora                                                                  |
| 2016            | TVI   | Love on Top 3                                     | Apresentadora                                                                  |
| 2016            | TVI   | Secret Story - Casa dos Segredos 6                | Apresentadora                                                                  |
| 2016            | TVI   | Natal Especial                                    | Apresentadora                                                                  |
| 2017            | TVI   | Secret Story - Casa dos Segredos: Desafio Final 4 | Apresentadora                                                                  |
| 2017            | TVI   | Biggest Deal                                      | Apresentadora                                                                  |
| 2017 - 2018     | TVI   | Você na TV!                                       | Apresentadora da rubrica "A Casamenteira"                                      |
| 2017 - 2018     | TVI   | A Casamenteira                                    | Apresentadora                                                                  |
| 2017 - 2018     | TVI   | Confessionário                                    | Apresentadora                                                                  |
| 2018            | TVI   | 25.º Aniversário TVI                              | Apresentadora                                                                  |
| 2019            | RTP1  | Patrulha da Noite                                 | Atriz, no papel de Sogra                                                       |
| 2020            | TVI   | Big Brother - A Revolução                         | Apresentadora                                                                  |
| 2021            | TVI   | Big Brother - Duplo Impacto                       | Apresentadora, ao lado de Cláudio Ramos                                        |
| 2023 - presente | CMTV  | Noite das Estrelas                                | Comentadora                                                                    |
| 2023            | CMTV  | Grande Jornal da Noite                            | Comentadora da "Jornada Mundial da Juventude de 2023"                          |
| 2023            | CMTV  | Histórias de Natal                                | Apresentadora                                                                  |
| 2023            | CMTV  | Natal em Casa                                     | Apresentadora, com Ana Pedro Arriscado / Sara Santos                           |
| 2024            | CMTV  | Manhã CM                                          | Apresentadora, ao lado de Rui Oliveira Nunes, nas ausências de Ágata Rodrigues |
| 2024            | CMTV  | Manhã CM                                          | Apresentadora, ao lado de Ágata Rodrigues, na ausência de Rui Oliveira Nunes   |
| 2025 - presente | CMTV  | Noite das Estrelas                                | Apresentadora substituta, na ausência de Maya                                  |

### Projetos online/Participações Especiais
- 2017 - A Casamenteira, no seu blog e rubrica no programa Você na TV! da TVI
- 2018 - Lançamento da plataforma de casamentos www.acasamenteira.pt
- 2018 - Lançamento do novo website www.teresaguilherme.pt
- 2020 / 2021 - I Love Portugal - Concorrente RTP1
- 2021 - Isto É Gozar com Quem Trabalha - Participação SIC
- 2022 - Big Brother Brasil[36] - Comentadora TV Globo
- 2022 - MasterChef Portugal - Especial Fim de Ano - Convidada especial RTP1
- 2023 - Dança Comigo - Jurada convidada RTP1
- 2023 - Taskmaster - Convidada RTP1

### Atriz (Televisão)
- 2006 - 2007 - 7 Vidas [37](Lurdes) SIC
- 2007 - Vingança[38] (Carolina Lacerda) SIC
- 2007 - 2008 - Floribella[39] (Margarida da Valente) SIC
- 2007 - 2008 - Resistirei[40] (Leonor Sacramento) SIC
- 2008 - Aqui Não Há Quem Viva (Mãe de Luísa) SIC
- 2012 - Giras & Falidas (Ela Própria) TVI
- 2019 -  Patrulha da Noite (Sogra) RTP1

### Atriz (Teatro)
- 2006 - A Partilha (Selma)
- 2020 - 2023 - Monólogos da Vagina (Peça de Teatro)
- 2022 - Boing Boing (Peça de Teatro)

### Produtora
- 2017 - A Casamenteira
- 2008-2009 - Rebelde Way
- 2006-2008 - Aqui Não Há Quem Viva
- 2007 -  Chiquititas
- 2007 - Vingança
- 2000-2007 - Uma Aventura
- 2006-2007 - Jura
- 2006-2007 - 7 Vidas
- 2006 - A Partilha
- 2006-2008 - Floribella
- 2005 - Gala Sonhos de Natal
- 2005 - Compadre Inácio
- 2003-2004 - Santos da Casa
- 2004 - Rir com Gosto
- 2003 - Rosa Choque
- 2003 - Olá Portugal
- 2003 - Pimenta na Língua
- 2002 - As Manhãs de Sofia
- 2002 - Passeio dos Alegres
- 2000-2001 - Alves dos Reis
- 2001 - Fábrica de Anedotas
- 2001 - Survivor
- 1999-2000 - Jornalistas
- 2000 - Agora é que São Eles
- 2000 - Lux
- 2000 - Sra. Ministra
- 1999 - Negócio Fechado
- 1999 - Agora É Que São Elas
- 1999 - Gala 25 anos Expresso
- 1999 - Passeio da Fama
- 1998 - Furor
- 1997-  Confissões
- 1996 - Ainda Faltam 3 Anos para o Ano 2000
- 1996 - Aventura é Aventura
- 1996 - Ai, os Homens
- 1996 - Ousadias
- 1995 - Os Conquistadores
- 1994 - Tudo ou Nada
- 1994 - Destino X
- 1993 - Olha Que Dois
- 1993 - E o Resto é Conversa
- 1993 - Chá das Cinco
- 1992-1993 - Grande Noite
- 1991 - Acontecimentos, Lda.
- 1991 - Eterno Feminino
- 1991 - Sim ou Sopas
- 1991 - Tal Pai, Tal Filho
- 1988 - Há Festa em Recarei
- 1985 - 1, 2, 3